# Kansas City Chiefs 2001
La stagione 2001 dei Kansas City Chiefs è stata la 32ª nella National Football League e la 42ª complessiva. 
Nella prima stagione di Dick Vermeil la squadra chiuse con un record di 6-10 al quarto posto della AFC West.
Assieme a un nuovo staff di allenatori, nuovi elementi giunsero nel roster dei Chiefs, inclusi il running back Priest Holmes e il quarterback Trent Green. L'allenatore Dick Vermeil iniziò a sviluppare un attacco simile a quello con cui aveva portato St. Louis alla vittoria del Super Bowl XXXIV.

## Roster
| Roster dei Kansas City Chiefs nel 1999 |
| --- |
| Quarterback - 15 Todd Collins - 7 Joe Germaine - 10 Trent Green Running Back - 34 Mike Cloud - 20 Dante Hall WR - 31 Priest Holmes - 49 Tony Richardson FB - 43 Jermaine Williams FB Wide Receiver - 82 Derrick Alexander - 11 Reggie Jones - 87 Eddie Kennison - 81 Snoop Minnis - 85 Mikhael Ricks TE Tight End - 45 Billy Baber - 89 Jason Dunn - 88 Tony Gonzalez Offensive Linemen - 72 Darnell Alford G - 73 Willie Jones T - 66 Victor Riley T - 68 Will Shields G - 70 Marcus Spears T - 76 John Tait T - 54 Brian Waters G - 62 Casey Wiegmann C Defensive Linemen - 99 Duane Clemons DE - 79 Eric Downing DT - 98 Eric Hicks DE - 94 Nate Hobgood-Chittick DT - 75 Norris McCleary DT - 97 Rich Owens DE - 95 Derrick Ransom DT Linebacker - 50 Larry Atkins - 96 Monty Beisel - 51 Lewis Bush ILB - 56 Glenn Cadrez OLB - 59 Donnie Edwards OLB - 53 Marvcus Patton ILB - 55 Gary Stills MLB Defensive Back - 26 Taje Allen CB - 24 William Bartee CB - 29 Jason Belser SS - 39 Ray Crockett CB - 40 Corey Harris - 27 Bracy Walker SS - 44 Eric Warfield CB - 25 Greg Wesley SS - 21 Jerome Woods FS Special Team - 83 Kendall Gammon LS/TE - 2 Todd Peterson K - 4 Dan Stryzinski P Lista delle riserve - 93 John Browning DT (IR) - 57 Mike Maslowski MLB (IR) - 84 Sylvester Morris WR (PUP) - 80 Larry Parker WR (IR) Squadra di allenamento - 17 John Capel WR - 5 Dave Klemic WR - 9 J.J. Moses WR |
| Legenda - I rookie sono in corsivo. - Il primo ruolo è il principale mentre gli eventuali successivi indicano i ruoli secondari. - (IR) sta per Injured Reserve ed indica la lista ristretta per un solo giocatore infortunato che può tornare ad allenarsi dopo la settimana 6 e a rientrare in prima squadra dopo che questa ha giocato 8 partite. - (NF-Inj.) / (NF-Ill.) stanno rispettivamente per Non-Football Injured e Non-Football Illness ed indicano le liste dove viene inserito un giocatore che ha un infortunio o una malattia non dipendente dal football americano. - (PUP) sta per Physically Unable to Perform ed indica la lista dove viene inserito un giocatore mentre è in attesa di recuperare la condizione fisica. Nella stagione regolare dopo la sesta partita giocata dalla propria squadra, il giocatore ha tempo tre settimane per riprendere ad allenarsi, più tre settimane aggiuntive dal suo rientro agli allenamenti per rientrare in prima squadra. |

## Calendario
| Stagione regolare |                    |                         |                    |                    |                    |                    |
| Turno             | Data               | Avversario              | Risultato          | TV                 | Ora                | Pubblico           |
| 1                 | 9 settembre 2001   | Oakland Raiders         | S 27–24            | CBS                | 12:00PM            | 78,844             |
| 2                 | 23 settembre 2001  | New York Giants         | S 13–3             | FOX                | 12:00PM            | 77,666             |
| 3                 | 30 settembre 2001  | at Washington Redskins  | V 45–13            | CBS                | 12:00PM            | 76,573             |
| 4                 | 7 ottobre 2001     | at Denver Broncos       | S 20–6             | CBS                | 3:15PM             | 75,037             |
| 5                 | 14 ottobre 2001    | Pittsburgh Steelers     | S 20–17            | CBS                | 12:00PM            | 78,413             |
| 6                 | 21 ottobre 2001    | at Arizona Cardinals    | S 24–16            | CBS                | 3:05PM             | 35,916             |
| 7                 | 25 ottobre 2001    | Indianapolis Colts      | S 35–28            | ESPN               | 7:30PM             | 74,212             |
| 8                 | 4 novembre 2001    | at San Diego Chargers   | V 25–20            | CBS                | 3:05PM             | 58,789             |
| 9                 | 11 novembre 2001   | at New York Jets        | S 27–7             | CBS                | 12:00PM            | 78,234             |
| 10                | Settimana di pausa | Settimana di pausa      | Settimana di pausa | Settimana di pausa | Settimana di pausa | Settimana di pausa |
| 11                | 25 novembre 2001   | Seattle Seahawks        | V 19–7             | CBS                | 12:00PM            | 77,357             |
| 12                | 29 novembre 2001   | Philadelphia Eagles     | S 23–10            | ESPN               | 7:30PM             | 77,087             |
| 13                | 9 dicembre 2001    | at Oakland Raiders      | S 28–26            | CBS                | 3:15PM             | 60,784             |
| 14                | 16 dicembre 2001   | Denver Broncos          | V 26–23            | CBS                | 12:00PM            | 77,778             |
| 15                | 23 dicembre 2001   | San Diego Chargers      | V 20–17            | CBS                | 12:00PM            | 76,131             |
| 16                | 30 dicembre 2001   | at Jacksonville Jaguars | V 30–26            | CBS                | 12:00PM            | 59,396             |
| 17                | 6 gennaio 2002*    | at Seattle Seahawks     | S 21–18            | CBS                | 3:05PM             | 58,460             |

*Le gare previste per il 16 settembre furono posticipate assieme a tutte le partite del secondo turno per gli attacchi terroristici dell'11 settembre

## Classifiche
| AFC West            |    |    |   |      |     |     |     |
|                     | V  | S  | P | %    | PF  | PS  | STR |
| (3) Oakland Raiders | 10 | 6  | 0 | .625 | 399 | 327 | S3  |
| Seattle Seahawks    | 9  | 7  | 0 | .563 | 301 | 324 | V2  |
| Denver Broncos      | 8  | 8  | 0 | .500 | 340 | 339 | S1  |
| Kansas City Chiefs  | 6  | 10 | 0 | .375 | 320 | 344 | S1  |
| San Diego Chargers  | 5  | 11 | 0 | .313 | 332 | 321 | S9  |